# 王洪勋
王洪勋，男，中国共产党党员，空军少将军衔。
歷任94354部队部队长、济南空军航空兵某团团长、济南军区空军航空兵某师师长、西部战区副参谋长、西部战区空军副司令员、武汉空军某基地司令员。